# Catasigerpes jeanneli
Catasigerpes jeanneli es una especie de mantis de la familia Hymenopodidae.

## Distribución geográfica
Se encuentra en Kenia y en el Chad.